# Tom Bombadills äventyr
Tom Bombadills äventyr och andra verser ur Västmarks Röda bok (The Adventures of Tom Bombadil and Other Verses from the Red Book) är en samling verser av J.R.R. Tolkien som gavs ut 1962. De flesta av verserna skrev Tolkien under 1920– och 30–talen. Boken illustrerades av Pauline Baynes, som också illustrerat Tolkiens berättelse Gillis Bonde från Ham.
Hoberna Bilbo Bagger och Sam Gamgi anges som författare för flera av verserna, medan andra har sitt ursprung i Gondor, eller bland berättelserna om Midgårds första åldrar.

## Bakgrund

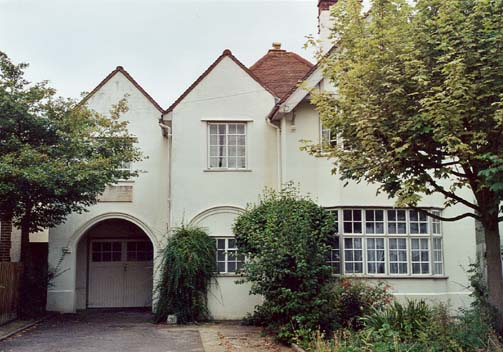
Sandfield Road 76, där Tolkien bodde vid tiden för bokens publicering.

År 1961 skrev Tolkiens åttionio år gamla moster Jane Neave till honom och frågade ”om du inte kan tänka dig att ge ut en liten bok med Tom Bombadill som huvudperson”. Tolkien gillade idén. Han tänkte sig en bok med dikter, illustrerad av Pauline Baynes, som tidigare illustrerat Tolkiens berättelse Gillis Bonde från Ham. Tolkiens förläggare nappade också på idén. Tolkien letade fram några gamla dikter, som han skickade till sin förläggare och till sin moster. Pauline Baynes gick med på att illustrera boken, och genom brevväxling diskuterade hon och Tolkien illustrationernas utformning och detaljer. I ett brev som Tolkien skrev i april 1962 uttryckte han missmod inför publiceringen av boken. Han skrev att han tyckte att verserna var alltför olika för att kunna publiceras tillsammans, och han var i tvivel till hur väl dikterna skulle emottas. Men han jobbade ändå vidare. Han hade skrivit en ny vers om Tom Bombadill (”Tom Bombadills båtfärd”), och ett utkast till ett förord. I ett brev från juni samma år skriver han att förlaget hade som mål att publicera boken innan jul.
The Adventures of Tom Bombadil and Other Verses from the Red Book (på svenska Tom Bombadills äventyr och andra verser ur Västmarks Röda bok) publicerades den 22 november 1962, med illustrationer av Pauline Baynes. Alla verser utom två (”Tom Bombadills båtfärd”, som han skrev speciellt för boken, och ”Katten”, som han skrivit 1956) hade Tolkien skrivit under 1920– och 30–talen. Recensioner av boken publicerades i The Times Literary Supplement den 22 november och i The Listener den 23. Recensionen i The Listener var väldigt entusiastisk, och Tolkien blev positivt överraskad. Tolkiens moster, Jane Neave, dog några månader efter boken kommit ut.
Tom Bombadills äventyr har flera gånger publicerats tillsammans med andra kortare verk av Tolkien; bland annat år 1997 i volymen Sagor från en farofylld värld (Tales from The Perilous Realm), tillsammans med Gillis Bonde från Ham, Blad av Niggle och Sagan om smeden och stjärnan.

## Innehåll

### Förord
I förordet redogör Tolkien för den fiktiva bakgrunden för boken. Fiktionen går, liksom i Sagan om ringen, ut på att materialet till boken är hämtat ur Västmarks röda bok (i folkmun kallad Röda boken) och att Tolkiens roll endast är den av sammanställare och översättare av verserna. De flesta av verserna har återfunnits på lösa blad i anslutning till Röda boken. Några har klottrats ned i marginaler och på tomma sidor, medan ett fåtal andra ingår i Röda bokens huvudberättelse (dvs. Sagan om ringen). Flera av verserna är skrivna av Bilbo Bagger och andra hober i hans omgivning. Andra har sitt ursprung i Gondor, eller i gamla legender från Midgårds tidigare åldrar.

### ”Tom Bombadills äventyr”
| ” | Gamle Tom Bombadill var en lustig fuling, klarblå hans rock och var stövel som en guling, grönt var hans bälte, och hans byxor var av läder, han bar i sin topphatt en svanvingefjäder, bodde vid Kullens fot, där Vitte springs vatten rann från källans gräs ner i mörka bergklyftsnatten. | „ |

Bokens första vers handlar om Tom Bombadill som en sommardag går på ängen. När han sätter sig vid bäcken dyker Hjortrongull, "flodkvinnans flicka", upp och drar ned honom i vattnet. Tom säger åt henne att sova och hon beger sig av. När han sätter sig på en trädrot blir han fångad av Pilträdsgubben. Tom säger åt Pilträdsgubben att släppa honom och somna. En storm blåser upp och några grävlingar drar ned Tom i sitt hål. Tom beordrar dem att visa honom vägen ut och sedan sova. Mörkret faller och Tom går hem. Där väntar en kummelgast, som Tom säger åt att gå och vila. Nästa dag tar vaknar Tom i gryningen. Han fångar Hjortrongull och tar henne till hustru.
I förordet berättas att denna och nästa vers har sitt ursprung i Bockrike. Hoberna i Bockrike kände till Tom Bombadill, och denna vers är ett hopkok av flera av deras olika berättelser om honom.
Tolkien son Michael hade en docka som hette Tom Bombadill. En dag stoppade Michaels storebror John ned dockan i toaletten. Dockan räddades, och efter denna episod skrev Tolkien versen ”Tom Bombadills äventyr” (”The Aventures of Tom Bombadil”). Versen publicerades för första gången i tidningen The Oxford Magazine den 13 februari 1934. I den första versionen av versen hade Tom Bombadill en påfågelfjäder i hatten. När Tom Bombadill dök upp i Sagan om ringen tyckte Tolkien inte att påfågelfjädern passade in i berättelsen, så han bytte ut den mot en blå fjäder. I denna vers har Tom dock en svanfjäder i hatten: den blå fjädern kommer in i bilden först i nästa vers. Versen ”Tom Bombadills äventyr” har också publicerats tillsammans med ”Stentrollet” i tredje volymen av Poems by J.R.R. Tolkien år 1993.

### ”Tom Bombadills båtfärd”

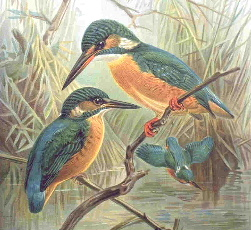
Kungsfiskare.

I ”Tom Bombadills båtfärd” (”Bombadil Goes Boating”) beger sig Tom ut på floden i sin eka om hösten. En pilfink ser honom och hotar att skvallra för Pilträdsgubben vart han beger sig. En kungsfiskare ser honom och ber honom att hälsa till hans släktingar nedåt Vinfloden. När kungsfiskaren beger sig av släpper han en blå fjäder, som Tom sätter i sin hatt i stället för svanfjädern som satt där förut. Tom möter en utterpojke, och en gammal svan som blir förnärmad när han ser den blå fjädern. Vid Vinfloden ser några hober Tom och skjuter tre pilar som fastnar i hans hatt. Framåt kvällen kommer Tom fram till bonden Maggots hus, där han stannar och de utbyter nyheter.
Enligt förordet sammanställdes den här versen antagligen senare än ”Tom Bombadills äventyr”, troligen efter att Frodo och hans följeslagare besökt Tom Bombadills hus i Sagan om ringen. I ett brev som Tolkien skrev i augusti 1962 skriver han att versens handling utspelar sig innan Frodo gav sig ut på sin resa. Därför har Tom Bombadill en blå fjäder i sin hatt när hoberna möter honom.
Tolkien fick inspiration till denna vers bland annat från författaren Thomas Browne, den fornnordiskaVölsungasagan, och det medeltida manuskriptet Ancrene Wisse. Med anledning av svanen och kungsfiskaren skrev han följande:
| ”                       | Jag upptäckte också, vilket är mer intressant, att fågelns namn [kungsfiskare] inte betydde, som jag hade antagit, ”en kung som fiskar”. Den var ursprungligen kungens fiskare. Detta kopplar samman svanen (som traditionellt var Kungens egendom) med fiskarfågeln; och förklarar både deras rivalitet och deras speciella vänskap med Tom: de var varelser som väntade på deras rättmätiga Herres, den sanna Kungens, återkomst. | „ |
| – J.R.R. Tolkien (1962) | |   |

### ”Irrfärder”
”Irrfärder” (”Errantry”) handlar om en sjöfarare som ger sig ut på äventyr. Han frågar en fjäril som fladdrar förbi om hon vill gifta sig. Hon vägrar och han fångar henne ”i trådar grå av spindelväv”. När hon förkastar de dyra gåvor han ger henne beger han sig vidare. Han far på rövartåg, med ett svärd av smaragd och en sköld av elfenben. Han slåss mot trollsländor och humlor. När han till slut återvänder hem erinrar han sig varför han gav sig ut från början, och sätter segel igen.
”Nr 3 utgör ett exempel på en annan genre, som tycks ha roat hoberna: ett rimmeri eller en historia som vänder tillbaka till sin egen utgångspunkt och därför kan återberättas om och om igen tills åhörarna mister tålamodet” står det i förordet. Där tillskrivs versen Bilbo, på grund av de tydliga likheterna med den vers som Bilbo läser i Elronds hus i Sagan om ringen. Bilbo anges också som uppfinnare av versens meter.
I verkligheten uppfann Tolkien själv versens meter, och ”Eärendil was a mariner” (versen som Bilbo läste i Elronds hus) är snarare att betrakta som en vidareutveckling av den här versen. ”Irrfärder” publicerades i The Oxford Magazine den 9 november 1933. Den har också tonsatts av Donald Swann och publicerats i boken The Road Goes Ever On år 1967.

### ”Prinsessan Mé”
Prinsessan Mé har pärlor i håret, en gyllene hätta av spindelväv och ett silverne band av stjärnor kring halsen. På dagen bär hon en grå mantel, men om natten dansar hon som ett irrbloss vid tjärnens strand. När hon står vid stranden ser hon prinsessan Fé i vattnet, lika vacker som Mé men oåtkomlig.
Förordet berättar att ”Prinsessan Mé” (”Princess Mee”) är en av de verser som hittats nedklottrade på tomma sidor och i marginalerna till Röda boken, och betraktar den som ett nonsensrim.
År 1924 publicerades ”The Princess Ni”, en äldre version av denna vers, i Leeds University Verse 1914-1924.

### ”Mångubben ute för sent”
En kväll tar sig Mångubben ned till en krog och dricker öl. Där finns en stallkatt som spelar på en fiol, en hund som älskar skämt och en ko som tycker om att dansa. Mångubben dricker många stop och somnar till slut, medan katten spelar vidare och kon dansar med besticken. När gryningen närmar sig väcker krogvärden mångubben och skickar hem honom. Strax går solen upp, och hon ser förvånad på när alla krogens gäster går och lägger sig.
I förordet berättas att ”Mångubben ute för sent” (”The Man in the Moon Stayed Up Too Late”) skrevs av Bilbo Bagger.
En tidig version av denna vers publicerades år 1923 i Yorkshire Poetry, då under titeln ”The Cat and the Fiddle” (’Katten och felan’). Versen ”The Cat and the Fiddle” är från början en utbyggnad av ett folkligt gammalt engelskt barnrim:
| ” | Hey diddle diddle The cat and the fiddle The cow jumped over the moon The little dog laughed to see such sport And the dish ran away with the spoon. | „ |

Denna vers finns också med i Sagan om ringen.

### ”Mångubben ute för tidigt”
I ”Mångubben ute för tidigt” (”The Man in the Moon Came Down Too Soon”) har Mångubben tröttnat på att ensam sitta på månen och se ned på jorden. Han längtar efter jordens skönhet, liv och glädje, dess skogar, dess mat och dess dryck. Han klättrar ner mot jorden på sin repstege, men har för bråttom och faller ned i havet. En fiskebåt plockar upp honom, sätter honom i land och pekar ut vägen till staden. När han i gryningen kommer fram till staden är alla krogar stängda. Till slut hittar han en krog som är öppen; men där får han betala många silvermynt och sin mantel och krona, och i gengäld får han bara en skål kall gröt.
Enligt förordet har denna vers sitt ursprung i Gondor.
Denna vers är en reviderad version av Tolkiens vers ”Why the Man in the Moon Came Down Too Soon”, som publicerades 1923 i A Northern Venture: Verses by Members of the University of Leeds University English School Association.

### ”Stentrollet”

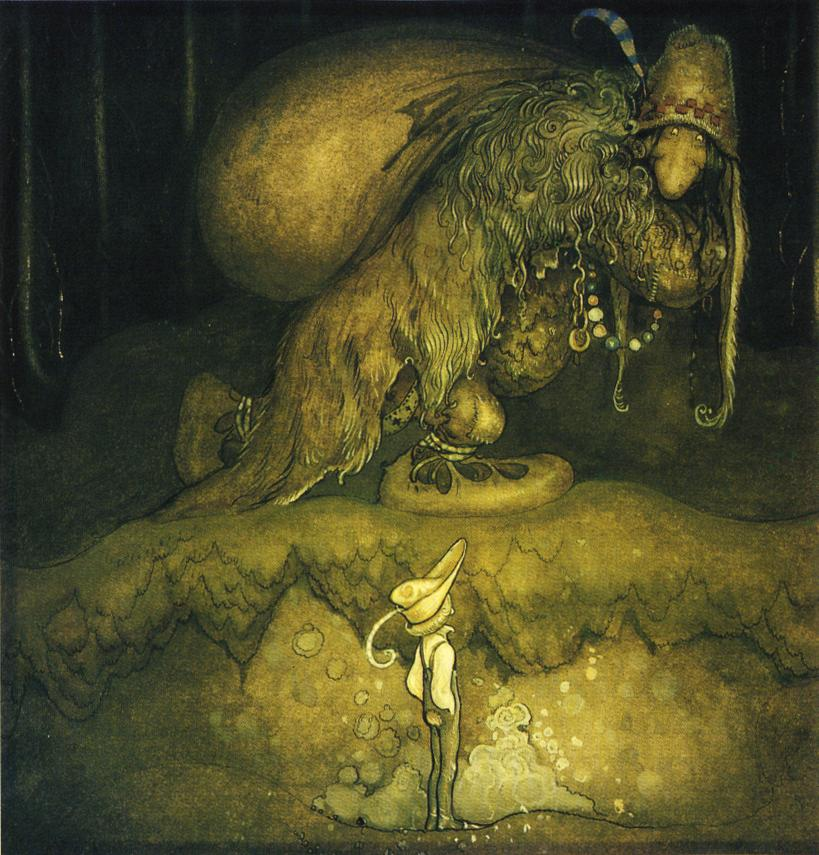
God kväll, farbror! Hälsade pojken, en målning av John Bauer.

”Stentrollet” (”The Stone Troll”) handlar om ett troll som sitter och gnager på ett ben. Tom kommer förbi, och ser att benet tillhört hans Onkel Tim som ligger i graven. Han skäller ut trollet och säger åt honom att lämna tillbaks benet. Trollet hotar med att äta Tom istället och försöker fånga honom, men Tom hinner undan. Han ger trollet en spark i baken, som är hård som sten, och gör illa foten.
Förordet anger Sam Gamgi som versens författare.
En äldre version av denna vers publicerades i Songs for the Philologists år 1936, då med titeln ”The Root of the Boot” (’Kängans rot’). Versen har också publicerats i tredje volymen av Poems by J.R.R. Tolkien år 1993, tillsammans med versen ”Tom Bombadills äventyr”.

### ”Pär Spelevinker”
”Pär Spelevinker” (”Perry-the-Winkle”) handlar om ett troll som är ledset för att det är ensamt. Han är den ende av sin ras ”mellan havet och Väderklint”. Han vandrar ned till Fylke för att hitta en vän, men alla flyr av rädsla så fort de ser honom. Trollet sätter sig ned vid Smygsmattporten och gråter. Då kommer Pär Spelevinker och tröstar trollet; han vill gärna bli trollets vän. Trollet bjuder hem Pär till sig, där de håller en storslagen fest. När folket i Fylke får höra om trollets gästvänlighet beger de sig hem till trollet, men han kör iväg dem. I fortsättningen håller trollet och Pär fest varje torsdag, och Pär Spelevinker blir en vittberömd bagare.
Förordet anger Sam som versens författare.

### ”Dyvättarna”
| ” | Dyvättarna i mörker är, blött, svart, med stank av as, och deras klockor ringer, när du ner i slammet dras. | „ |

Dyvättarna lever bortom Merlockbergen, vid stranden av en svart göl där varken sol eller måne skiner. Den som ger sig ut att söka efter dem sjunker ned i dyn. I dunklet räknar Dyvätten sitt guld.
Denna vers nämns inte i förordet.
”Dyvättarna” (”The Mewlips”) publicerades för första gången i The Oxford Magazine den 18 februari 1937, då under namnet ”Knocking at the Door” (’Knackar på dörren’).

### ”Oliphanten”

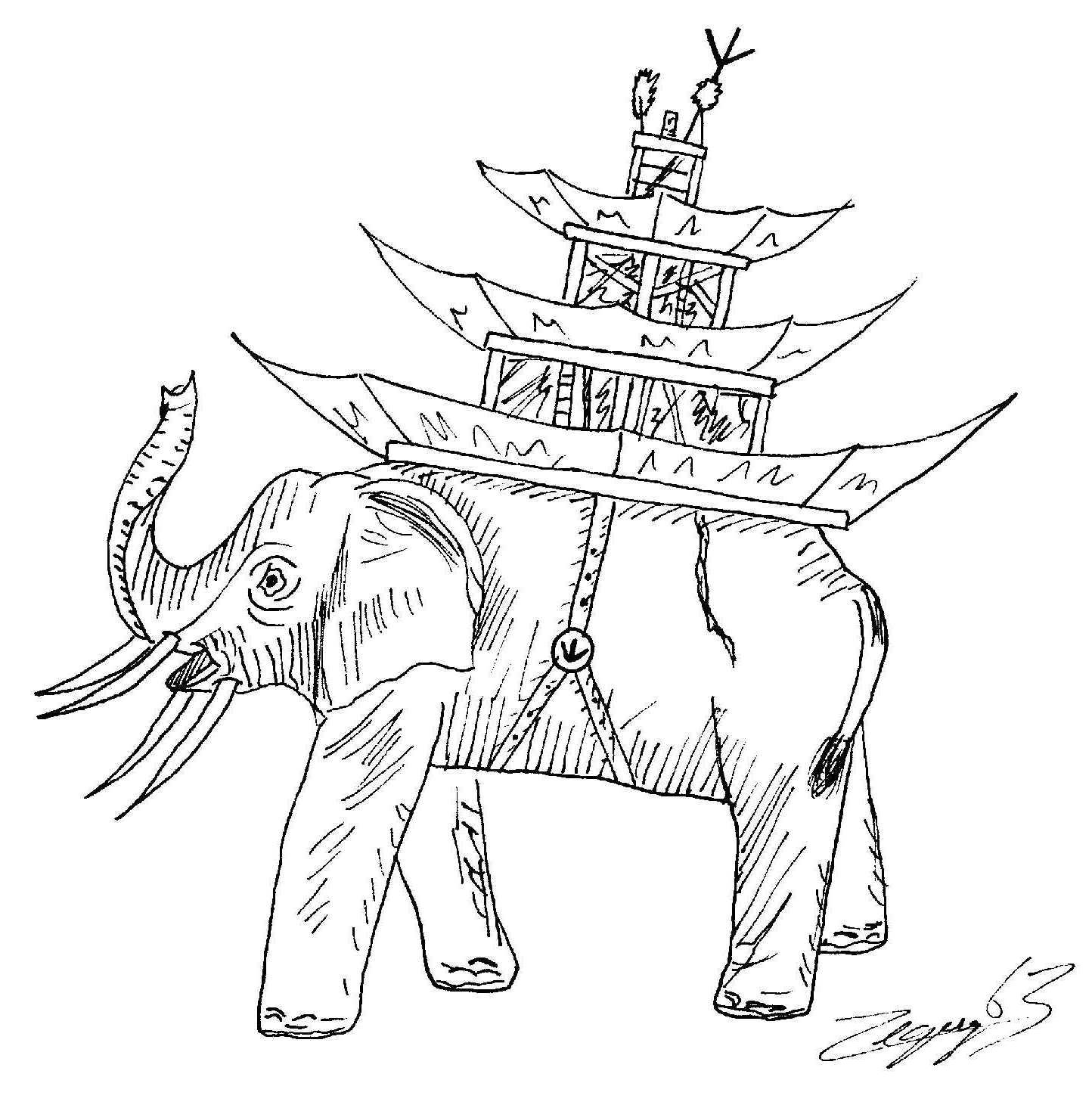
En mûmak.

Oliphanten är stor som ett hus. Han är en gammal varelse som rycker upp träd och trampar ned.
I förordet står att Sam Gamgi i Sagan om ringen påstår att denna vers kommer från gammal folktradition Fylke. Sam reciterar versen när han hör ryktena om Mûmakil från Harad.
År 1989 trycktes ”Olifanten” (”Oliphaunt”) för sig själv i en liten barnbok, illustrerad av Hank Hinton.

### ”Fastitocalon”
Vid en första anblick kan Fastitocalon se ut som en vanlig ö. Men de som är okloka nog att gå i land lever farligt. Fastitocalon är nämligen sjöns farligaste djur, ”vår sista stora sköldpaddsfisk”.
Förordet nämner ”Fastitocalon” (”Fastitocalon”) som en av de marginalverser som, liksom ”Prinsessan Mé”, hittats nedklottrade i marginaler och på tomma sidor i Röda boken.
I ett brev från 1964 redogör Tolkien för versens bakgrund. Varelsen Fastitocalon har han hämtat från några rader i ett gammalt anglosaxiskt bestiarium: ”þam is noma cenned/fyrnstreama geflotan Fastitocalon” (’honom har givits ett namn, han som flyter i urtidvattnen, Fastitocalon’) Detta namn ska i sin tur ha sitt ursprung i grekiskans Aspido–chelōne (’sköldpadda med rund sköld (skal)’ (f:et i den anglosaxiska versen lades till för att få allitterationen att fungera). Tolkien skriver att ursprunget till myten om jättesköldpaddan antagligen finns att hämta österut. Versen publicerades i Stapeldon Magazine i juni 1927

### ”Katten”
En katt sitter på en matta och drömmer. Kanske drömmer han om en mus. Kanske drömmer han om sina släktingar: de vilda lejonen och pantrarna.
Förordet berättar att ”Katten” (”Cat”) har signerats ”SG” (dvs. Sam Gamgi), men nämner möjligheten att Sam här endast fortsatt på en populär tradition av djurfabler bland hoberna.

### ”Skuggbruden”
En man sitter ensam; han kastar ingen skugga. En dam klädd i grått kommer och ställer sig framför honom. Han griper tag i henne och slår hennes skugga kring sig. Sedan dess bor hon under jorden och går inte längre under stjärnorna. En dag om året dansar de tillsammans, ”och kastar en enda skugga”.
Förordet anger ”Skuggbruden” (”Shadow-Bride”) som den tredje av de nonsensdikter som är med i denna bok (tillsammans med ”Prinsessan Mé” och ”Fastitocalon”).
Enligt tolkienisten Douglas A. Anderson har ”Skuggbruden” också publicerats i ”någonting med namnet Abingdon Chronicle”, någon gång under 1930-talet.

### ”Skatten”
I urminnes tider samlade alverna silver och guld i sina grottor, och smidde ”alvkungars kronor och mången klenod”. Men skuggan föll över dem. I grottorna bodde senare en dvärg, som vakade över skatten. Men han blev alltför upptagen av skatten och märkte inte när draken kom. Draken ruvade på sin skatt i många år, tills han blev dräpt av en krigare för skattens skull. Krigaren blev en kung. Hans rike gick i spillror och skatten gick i glömska.
I förordet står det att denna vers har sitt ursprung bland gamla númenoranska och alviska sagor, som samlats i Vattnadal. Spår av berättelsen om Túrin Turambar går att finna i denna vers.
”Skatten” (”The Hoard”) är en omarbetad version av Tolkiens vers ”Iúmonna Gold Galdre Bewunden” som publicerades i The Gryphon i januari 1923 och (i delvis omarbetad form) i The Oxford Magazine den 4 mars 1937. Pauline Baynes, som illustrerade boken, angav ”Skatten” som sin favorit bland verserna. Titeln till de första två versionerna av versen är hämtade ur det medeltida Beowulfeposet och betyder ”forna mäns guld snärjt i förtrollning”.

### ”Bojklockan”
I ”Bojklockan” (”The Sea-Bell”) går berättaren längs en strand och drömmer, när ett skepp dyker upp och han kliver på. Han färdas med skeppet till ett fjärran skymningsland. När berättaren vandrar över landets ängar och genom dess skogar hör han ljudet av sång och dans, men det försvinner när han närmar sig. Han klär sig då i en grön mantel och utropar sig själv till kung över landet, och beordrar dess invånare att visa sig. Då fallet mörkret. I ett år och en dag trevar berättaren i mörkret, och han rivs av törnen och vinterns köld. När han till slut återvänder hem med skeppet är han en trashank och ingen av de som möter honom talar till honom.
Enligt förordet är denna dikt av hobiskt ursprung. Den är försedd med överskriften ”Frodos Dröm”, men förordets författare ser det som osannolikt att Frodo skulle vara versens författare. Titeln visar på att dikten förknippades med de plågor som regelbundet ansatte Frodo i mars och oktober under hans sista år.
I ett brev från december 1961 skriver Tolkien att han anser att ”Bojklockan” är den sämsta av verserna i boken, och att han helst inte vill att den ska tas med. Tolkiens vän poeten W.H. Auden gillade däremot versen, och kallade den ”underbar”. ”Bojklockan” är en omarbetad version av versen ”Looney”, som publicerades i The Oxford Magazine den 18 januari 1934.

### ”Sista skeppet”
| ” | Vid tretiden vaknade Firiel upp, såg ut i gryningen svala: långt borta en gyllene tupp högt och gällt hördes gala. Träden stod mörka utanför, fåglarna började vissla och en vind, som rörde sig kyligt skör, genom dunkelt löv hördes rissla. | „ |

Firiel går ut i gräset och ser ut över havet. Ett vitt skepp passerar, följt av svanar och ljudet av harpor och flöjter. Det är ett alvskepp som är på väg till Alvhem i väster, bort från Midgård. Alverna bjuder Firiel att följa med. Hon tar ett steg ut i vattnet, men sjunker ned i leran. ”Jag kan inte komma”, ropar hon, ”jag föddes som dotter av jorden”.
Förordet berättar att denna vers, liksom ”Mångubben ute för tidigt”, har sitt ursprung i Gondor. Firiel är ett gondorianskt namn, som bland annat bars av en prinsessa av Gondor. Gondor har också en tradition av berättelser om alvskepp som seglat västerut.
”Det sista skeppet” (”The Last Ship”) publicerades för första gången år 1934 i The Chronicle of the Convent of the Sacred Heart, med titeln ”Firiel”.

### Fotnoter
1. 1 2 3  Carpenter (1977), s. 270–271
2. ↑  Carpenter (1981), Letter 231
3. ↑  Carpenter (1981), Letter 233
4. ↑  Carpenter (1981), Letter 234
5. 1 2  Carpenter (1981), Letter 235
6. 1 2 3 4  Carpenter (1981), Letter 240
7. ↑  Carpenter (1981), Letter 237
8. ↑  Carpenter (1981), Letter 238
9. 1 2 3 4 5 6 7 8 9 10 11 12 13 14 15 16  Bertenstam, Åke (31 december 2003). ”A Chronological Bibliography of the Writings of J.R.R. Tolkien”. Tolkiensällskapet Forodrim. Arkiverad från originalet den 7 mars 2011. https://web.archive.org/web/20110307212054/http://www.forodrim.org/bibliography/tbchron.html. Läst 11 september 2010.
10. 1 2 3 4 5 6 7 8  Carpenter (1977), ”Bibliografi”
11. ↑  Carpenter (1981), Letter 242 med fotnot
12. ↑  Tolkien (1997), försättsblad
13. ↑  Carpenter (1977), s. 181
14. ↑  Carpenter (1981), Letter 240. ”Also, more interesting, I found that the bird's name did not mean, as I had supposed, ’a King that fishes’. It was originally the king's fisher. That links the swan (traditionally the property of the King) with the fisher-bird; explains both their rivalry, and their special friendship with Tom: they were creatures who looked for the return of their rightful Lord, the true King.
15. ↑  Carpenter (1981), Letter 133 med fotnoter
16. ↑  Bertenstam skriver visserligen att ”The Cat and the Fiddle” är en tidig version av ”Mångubben ute för tidigt” (dvs. nästa vers), men sammanhanget tyder på att detta är en felskrivning.

Carpenter skriver att ”The Cat and the Fiddle” är en tidig version av ”den dikt som förekommer i kapitlet En dolk i mörkret i Sagan om ringen (dvs. denna vers).
17. ↑  Ordagrann översättning:

| ” | Hej trallala Katten och felan Kon hoppade över månen Den lilla hunden skrattade åt att se sådan lek Och tallriken sprang iväg med skeden. | „ |
18. ↑  Carpenter (1981), Letter 255. ”to him is a name appointed, to the floater in the ancient tides, Fastitocalon.”
19. ↑  Carpenter (1981), Letter 255. ”turtle with a round shield (of hide)”
20. ↑  Carpenter (1981), Letter 255
21. ↑  Carpenter (1981), Letter 235. ”the gold of men of long ago enmeshed in enchantment”
22. ↑  Carpenter (1981), Letter 295